# Macho e Fêmea
Macho e Fêmea é um filme brasileiro de gênero comédia de 1974, dirigido por Ody Fraga. 

## Sinopse[3]
"O milionário Juliano (Mário Benvenuti) busca novas emoções que lhe quebrem a monotonia da vida fácil que leva. A oportunidade surge com a misteriosa aparição do professor Kunz (Jaime Barcelos), misto de cientista e charlatão, estudioso de uma droga destinada a liberar a personalidade oculta das pessoas. Juliano resolve financiar a pesquisa e servir de cobaia. Transforma-se numa bela mulher, Juliana (Vera Fischer). Acontece que tanto o professor quanto o milionário perdem o controle dos efeitos da droga, gerando situações complicadas e divertidas." 

## Elenco
| Elenco Original    | Elenco Original |
| Ator               | Papel           |
| ------------------ | --------------- |
| Mário Benvenuti    | Juliano         |
| Vera Fischer       | Juliana         |
| Jaime Barcelos     | Professor Kunz  |
| Etty Fraser        | Gertrudes       |
| Elisabeth Hartmann | Beth            |
| Silvana Lopes      | Sofia           |
| Gláucia Rothier    | Marina          |
| Liana Duval        | Enfermeira      |
| Misaki Tanaka      | Pirilampo       |
| Neto Cavagnoli     | Médico          |